# Les Tricheurs (film)
Pour les articles homonymes, voir Tricheur (homonymie).
Pour plus de détails, voir Fiche technique et Distribution.
Les Tricheurs est une comédie de mœurs italo-française réalisée par Marcel Carné et sortie en 1958.
Réalisé par un Marcel Carné qui a dépassé la cinquantaine, le film annonce la nouvelle vague, en tout cas au niveau du sujet : la vie quotidienne d'une bande de jeunes Parisiens plutôt aisés de la fin des années 1950, qui vivent entre rive gauche de Saint-Germain-des-Prés et rive droite du 16e arrondissement de Paris.
C'est un grand succès, avec 4 948 349 entrées au box-office France 1958 ainsi que 5 291 113 entrées au box-office Italie 1958-1959. Il est récompensé du Grand prix du cinéma français, l'année de sa sortie.

## Synopsis
Bob vient juste d'apprendre qu'il a obtenu sa licence de Sciences, mais plutôt que d'aller avec ses amis ou camarades de promotion fêter leur succès commun, il préfère rester seul à se remémorer tristement certains événements personnels récents.
Pour le jeune homme, tout a commencé avec la rencontre d'Alain qui, ayant abandonné Normale Sup, vit dans la bohème aux crochets de son entourage, fils de famille ou autres. Alain emmène Bob au Bonaparte, café de Saint-Germain-des-Prés et quartier général d'une bande de plus ou moins jeunes oisifs dont Clo et Mic.
Bob et Mic tombent amoureux sans oser le reconnaître ou l'avouer, car la bande qu'ils fréquentent considérerait cela comme un sentiment petit-bourgeois et ridicule.

## Fiche technique
- Titre original français : Les Tricheurs
- Titre italien : Peccatori in blue-jeans (litt. « Les Pécheurs en blue-jeans »)
- Réalisation : Marcel Carné, assisté de Serge Friedman, Paul Seban
- Scénario : Jacques Sigurd, d'après une idée de Charles Spaak et Marcel Carné
- Adaptation et dialogues : Jacques Sigurd
- Décors : Paul Bertrand
- Costumes : Antoine Mayo, Jacques Heim, Virginie et robes de Christian Dior
- Photographie : Claude Renoir
- Musique additionnelle :  Nat King Cole, Chet Baker, Ray Brown, Ray Conniff, Al Costellanos, Roy Eldridge, Herb Ellis, Fats Domino, Stan Getz, Dizzy Gillespie, Lionel Hampton, Coleman Hawkins, Gus Johnson, Gerry Mulligan, Oscar Peterson, Buddy Rich, Pete Rugolo, Maxim Saury et son New-Orléans Sound, Socbey's Band, Sonny Stitt, The Champs, Norman Granz jazz
- Opérateur : Andréas Winding
- Son : Antoine Archimbaud
- Maquillage : Monique Archambault
- Montage : Albert Jurgenson, assisté de C. Charbonneau
- Photographe de plateau : Walter Limot
- Script-Girl : Odette Lemarchand
- Régisseur : Lucien Lippens
- Administrateur : G. Valon
- Tournage du 24 mars au 12 juillet 1958 dans les studios Franstudio de Joinville-le-Pont
- Enregistrement : Poste Parisien
- Tirage : Laboratoire L.T.C Franay
- Effets spéciaux : LAX
- Sociétés de production : Silver-Films, Cinétel (Paris), Zebra-Films (Rome)
- Pays de production :  France -  Italie
- Chef de production : Robert Dorfmann
- Directeur de production : Louis Wipf
- Société de distribution : Les Films Corona
- Format :  Noir et blanc - 35 mm - Son mono
- Genre : Comédie dramatique
- Durée : 125 minutes
- Date de sortie : 
  - France : 10 octobre 1958 à Paris
  - Italie : 18 janvier 1959

## Distribution
- Jacques Charrier : Bob (pour Robert Letellier), étudiant en Sciences, habitant dans le seizième chez papa-maman
- Pascale Petit : Mic (pour Michèle), une jeune fille de milieu modeste qui joue les affranchies
- Andréa Parisy : Clo (pour Clotilde de Vaudremont), riche, belle et de mœurs libres, très amie avec Mic
- Laurent Terzieff : Alain, le mauvais génie de la bande
- Roland Lesaffre : Roger (le frère de Mic), mécanicien dans un garage
- Jean-Paul Belmondo : Lou, un garçon de la bande d'oisifs
- Pierre Brice : Bernard, un étudiant et le meilleur ami de Bob
- Dany Saval : Nicole, une fille de la bande
- Denise Vernac : la mère de Mic, une petite commerçante
- Jacques Marin : Hippolyte Félix, l'intermédiaire d'une obscure et rocambolesque histoire de chantage
- Roland Armontel : le chirurgien
- Jacques Perrin : un garçon (de la bande à Clo) qui, assis à l'arrière d'un scooter, prononce l'avant-dernière réplique du film
- Jean-François Poron : Gérard, avec qui Lou (Belmondo) a un début de bagarre lors d'une fête chez Clo
- Sandrine : Nadine qui, lors de la même fête, annonce qu'un petit chat s'est sauvé (par une fenêtre de l'appartement, en étage élevé) et est en péril
- Dominique Page : la fiancée de Bernard (le meilleur ami de Bob)
- Alan Scott : un jeune Américain qui fréquente la bande
- Gabrielle Fontan : la logeuse de Mic
- Claire Olivier : l'amie de la logeuse de Mic
- France Asselin : l'infirmière
- Christian Azzopardi
- Brigitte Barbier
- Monique Barbillat
- Michèle Bardollet
- Gérard Bayle
- Guy Bedos  : Claude, un garçon de la bande
- Françoise Belin
- Jacques Berger
- Yves Boisset
- Jacques Chabassol : Daniel, le jeune homme ivre qui répète qu'il veut savoir « chez qui on est »
- Anne-Marie Coffinet
- Arielle Coignet
- Suzanne Courtal : la concierge de Roger (le frère de Mic)
- Jocelyne Darche
- Gérard Darrieu : le camionneur accidenté
- Françoise Deldick
- Maurice Derville
- Nicole Dubois
- Pierre Flourens
- Gisèle Gallois
- Claude Giraud : Toni
- Sergio Gobbi
- Henri Guégan : un camionneur
- Alain Janey : le brigadier
- Alfonso Mathis : Peter
- Francis Nani
- Michel Nastorg : le garagiste
- Steve Parisot : le jeune homme, entreprenant et rompu à la danse, qui invite Mic à se « coller »
- Jimmy Perrys : un employé du garage
- Christian Pezey
- Sophie Poncin
- Jacques Portet : Guy, un garçon de la bande d'oisifs
- René Sartoris
- Alain Saury
- Maxim Saury
- Joël Schmidt
- Andrée Servilange : la cliente du magasin
- Jean Sylvère : le barman
- Andrée Tainsy : la réceptionniste
- Françoise Vatel

## Autour du film
- Premier film pour Jacques Charrier et rôle qui l'a rendu instantanément célèbre et a lancé sa carrière en France.
- Jean-Paul Belmondo et Jacques Perrin, encore pratiquement inconnus, jouent de petits rôles, ceux de jeunes du groupe. Belmondo avait été envisagé par Marcel Carné pour le rôle d'Alain, finalement dévolu à Laurent Terzieff, le réalisateur trouvant à Belmondo « un aspect un peu trop gouape à [son] gré pour jouer un philosophe, même de pacotille ». Souhaitant tout de même aider Belmondo à travailler, Carné lui a confié le rôle de l'un des acolytes d'Alain, rôle secondaire mais qui lui permettait d'être présent de manière régulière tout au long du film. Le réalisateur ayant mis longtemps à se décider entre les deux comédiens, Belmondo lui voua ensuite, selon les dires de Carné, une certaine rancune durant le tournage[1]. Belmondo a, pour sa part, démenti en avoir voulu au cinéaste[2]. Quant à Jacques Perrin, on l'aperçoit au Bonaparte au milieu du film (à 1 h 08 min et 13 s exactement) avec Clo assise sur ses genoux. Un peu plus tard, il sort du bistrot en compagnie de Clo, alors que Bob, qui arrive tout juste, les interpelle. Enfin, il apparaît, assis à l'arrière d'un scooter, à la toute dernière scène, dans laquelle il prononce sa seule réplique, qui est aussi l'avant-dernière du film : (« Et puis hein, piquez des bouteilles ! »).
- Guy Bedos apparaît au début du film (14 min 17 s). On l'entend rire au milieu du rire général d'un petit groupe. Il apparaît également sur plusieurs plans de la scène "du chat", dans l'encadrement de la fenêtre du balcon, à gauche de la caméra. Il n'a pas de réplique.
- Remake en 1987 : Les Nouveaux Tricheurs de Michael Schock.
- Ne pas confondre avec Tricheurs de Barbet Schroeder avec Jacques Dutronc et Bulle Ogier (1984).
- L'écrivaine Françoise d'Eaubonne en a tiré un roman (plus exactement, elle a fait du film un roman).